# Halowe Mistrzostwa Europy w Lekkoatletyce 2002
XXVII Halowe Mistrzostwa Europy odbyły się w dniach 1–3 marca 2002 w Wiedniu w hali Ferry-Dusika-Hallenstadion.

## Klasyfikacja medalowa
| Pozycja | Państwo         | Złoto | Srebro | Brąz | Razem |
| ------- | --------------- | ----- | ------ | ---- | ----- |
| 1.      | Rosja           | 5     | 2      | 5    | 12    |
| 2.      | Hiszpania       | 4     | 3      | 3    | 10    |
| 3.      | Polska          | 4     | 1      | 2    | 7     |
| 4.      | Szwecja         | 2     | 4      | 1    | 7     |
| 5.      | Wielka Brytania | 2     | 3      | 2    | 7     |
| 6.      | Francja         | 2     | 1      | 2    | 5     |
| 7.      | Niemcy          | 1     | 3      | 2    | 6     |
| 8.      | Portugalia      | 1     | 2      | 0    | 3     |
| 9.      | Czechy          | 1     | 1      | 0    | 2     |
| 10.     | Białoruś        | 1     | 0      | 2    | 3     |
| 11.     | Bułgaria        | 1     | 0      | 1    | 2     |
| 11.     | Ukraina         | 1     | 0      | 1    | 2     |
| 11.     | Grecja          | 1     | 0      | 1    | 2     |
| 14.     | Belgia          | 1     | 0      | 0    | 1     |
| 14.     | Słowenia        | 1     | 0      | 0    | 1     |
| 16.     | Austria         | 0     | 3      | 0    | 3     |
| 17.     | Rumunia         | 0     | 2      | 1    | 3     |
| 18.     | Włochy          | 0     | 1      | 1    | 2     |
| 19.     | Szwajcaria      | 0     | 1      | 0    | 1     |
| 19.     | Dania           | 0     | 1      | 0    | 1     |
| 19.     | Węgry           | 0     | 1      | 0    | 1     |
| 22.     | Estonia         | 0     | 0      | 1    | 1     |
| 22.     | Irlandia        | 0     | 0      | 1    | 1     |
| 22.     | Holandia        | 0     | 0      | 1    | 1     |
| 22.     | Łotwa           | 0     | 0      | 1    | 1     |

## Wyniki zawodów

### Mężczyźni

#### Konkurencje biegowe
| Konkurencja        | Złoto                                                                           | Złoto      | Srebro                                                                    | Srebro  | Brąz                                                                              | Brąz    |
| ------------------ | ------------------------------------------------------------------------------- | ---------- | ------------------------------------------------------------------------- | ------- | --------------------------------------------------------------------------------- | ------- |
| 60 m               | Jason Gardener · Wielka Brytania                                                | 6,49=CR    | Mark Lewis-Francis · Wielka Brytania                                      | 6,55    | Anatolij Dowhal · Ukraina                                                         | 6,62    |
| 200 m              | Marcin Urbaś · Polska                                                           | 20,64      | Christian Malcolm · Wielka Brytania                                       | 20,65   | Robert Maćkowiak · Polska                                                         | 20,77   |
| 400 m              | Marek Plawgo · Polska                                                           | 45,39 CR   | Jimisola Laursen · Szwecja                                                | 45,59   | Ioan Vieru · Rumunia                                                              | 46,17   |
| 800 m              | Paweł Czapiewski · Polska                                                       | 1:44,78 CR | André Bucher · Szwajcaria                                                 | 1:44,93 | Antonio Manuel Reina · Hiszpania                                                  | 1:45,25 |
| 1500 m             | Rui Silva · Portugalia                                                          | 3:49,93    | Juan Carlos Higuero · Hiszpania                                           | 3:50,08 | Michael East · Wielka Brytania                                                    | 3:50,52 |
| 3000 m             | Alberto García · Hiszpania                                                      | 7:43,89 CR | Antonio Jiménez · Hiszpania                                               | 7:46,49 | John Mayock · Wielka Brytania · Jesús España · Hiszpania                          | 7:48,08 |
| 60 m ppł           | Colin Jackson · Wielka Brytania                                                 | 7,40       | Elmar Lichtenegger · Austria                                              | 7,44    | Staņislavs Olijars · Łotwa                                                        | 7,51    |
| sztafeta 4 × 400 m | Polska · Marek Plawgo · Piotr Rysiukiewicz · Artur Gąsiewski · Robert Maćkowiak | 3:05,50 CR | Francja · Marc Foucan · Laurent Claudel · Loïc Lerouge · Stéphane Diagana | 3:06,42 | Hiszpania · Carlos Meléndez · David Canal · Salvador Rodríguez · Alberto Martínez | 3:06,60 |

#### Konkurencje techniczne
| Konkurencja    | Złoto                       | Złoto | Srebro                        | Srebro | Brąz                           | Brąz  |
| -------------- | --------------------------- | ----- | ----------------------------- | ------ | ------------------------------ | ----- |
| skok wzwyż     | Staffan Strand · Szwecja    | 2,34  | Stefan Holm · Szwecja         | 2,30   | Jarosław Rybakow · Rosja       | 2,30  |
| skok o tyczce  | Tim Lobinger · Niemcy       | 5,75  | Patrik Kristiansson · Szwecja | 5,75   | Lars Börgeling · Niemcy        | 5,75  |
| skok w dal     | Raúl Fernández · Hiszpania  | 8,22  | Yago Lamela · Hiszpania       | 8,17   | Petyr Daczew · Bułgaria        | 8,17  |
| trójskok       | Christian Olsson · Szwecja  | 17,54 | Marian Oprea · Rumunia        | 17,22  | Aleksander Gławacki · Białoruś | 17,05 |
| pchnięcie kulą | Manuel Martínez · Hiszpania | 21,26 | Joachim Olsen · Dania         | 21,23  | Paweł Czumaczenko · Rosja      | 20,30 |
| siedmiobój     | Roman Šebrle · Czechy       | 6280  | Tomáš Dvořák · Czechy         | 6165   | Erki Nool · Estonia            | 6084  |

### Kobiety

#### Konkurencje biegowe
| Konkurencja        | Złoto                                                                              | Złoto      | Srebro                                                                    | Srebro  | Brąz                                                                         | Brąz    |
| ------------------ | ---------------------------------------------------------------------------------- | ---------- | ------------------------------------------------------------------------- | ------- | ---------------------------------------------------------------------------- | ------- |
| 60 m               | Kim Gevaert · Belgia                                                               | 7,16       | Marina Kisłowa · Rosja                                                    | 7,18    | Georgia Kokloni · Grecja                                                     | 7,22    |
| 200 m              | Muriel Hurtis · Francja                                                            | 22,52      | Karin Mayr · Austria                                                      | 22,70   | Gabi Rockmeier · Niemcy                                                      | 23,05   |
| 400 m              | Natalia Antiuch · Rosja                                                            | 51,65      | Claudia Marx · Niemcy                                                     | 52,15   | Karen Shinkins · Irlandia                                                    | 52,17   |
| 800 m              | Jolanda Čeplak · Słowenia                                                          | 1:55,82 WR | Stephanie Graf · Austria                                                  | 1:55,85 | Elisabeth Grousselle · Francja                                               | 2:01,46 |
| 1500 m             | Jekaterina Puzanowa · Rosja                                                        | 4:06,30    | Elena Iagăr · Rumunia                                                     | 4:06,90 | Alesia Turawa · Białoruś                                                     | 4:07,69 |
| 3000 m             | Marta Domínguez · Hiszpania                                                        | 8:53,87    | Carla Sacramento · Portugalia                                             | 8:53,96 | Jelena Zadorożna · Rosja                                                     | 8:58,36 |
| 60 m ppł           | Linda Ferga · Francja                                                              | 7,96       | Kirsten Bolm · Niemcy                                                     | 7,97    | Patricia Girard · Francja                                                    | 7,98    |
| sztafeta 4 × 400 m | Białoruś · Katarina Stankiewicz · Irina Chlustowa · Anna Kazak · Swietłana Usowicz | 3:32,24 CR | Polska · Anna Pacholak · Aneta Lemiesz · Anna Zagórska · Grażyna Prokopek | 3:32,45 | Włochy · Daniela Reina · Patrizia Spuri · Carla Barbarino · Danielle Perpoli | 3:36,49 |

#### Konkurencje techniczne
| Konkurencja    | Złoto                        | Złoto   | Srebro                                           | Srebro | Brąz                      | Brąz  |
| -------------- | ---------------------------- | ------- | ------------------------------------------------ | ------ | ------------------------- | ----- |
| skok wzwyż     | Marina Kupcowa · Rosja       | 2,03    | Kajsa Bergqvist · Szwecja · Dóra Gyõrffy · Węgry | 1,95   | –                         | –     |
| skok o tyczce  | Swietłana Fieofanowa · Rosja | 4,75 WR | Yvonne Buschbaum · Niemcy                        | 4,65   | Monika Pyrek · Polska     | 4,60  |
| skok w dal     | Niki Ksantu · Grecja         | 6,74    | Olga Rublowa · Rosja                             | 6,74   | Ludmiła Gałkina · Rosja   | 6,68  |
| trójskok       | Tereza Marinowa · Bułgaria   | 14,81   | Ashia Hansen · Wielka Brytania                   | 14,71  | Jelena Olejnikowa · Rosja | 14,30 |
| pchnięcie kulą | Wita Pawłysz · Ukraina       | 19,76   | Assunta Legnante · Włochy                        | 18,60  | Lieja Koeman · Holandia   | 18,53 |
| pięciobój      | Jelena Prochorowa · Rosja    | 4622    | Naide Gomes · Portugalia                         | 4595   | Carolina Klüft · Szwecja  | 4535  |

## Objaśnienia skrótów
- WR (ang. world record) – rekord świata
- CR (ang. championships record) – rekord mistrzostw (Europy)